# Crevant (Puèi Domat)
Crevant-Laveine és un municipi francès situat al departament del Puèi Domat i a la regió d'Alvèrnia-Roine-Alps. L'any 2007 tenia 932 habitants.

## Demografia

### Població
El 2007 la població de fet de Crevant-Laveine era de 932 persones. Hi havia 340 famílies de les quals 72 eren unipersonals (48 homes vivint sols i 24 dones vivint soles), 100 parelles sense fills, 132 parelles amb fills i 36 famílies monoparentals amb fills.
La població ha evolucionat segons el següent gràfic:
Habitants censats

### Habitatges
El 2007 hi havia 404 habitatges, 352 eren l'habitatge principal de la família, 41 eren segones residències i 11 estaven desocupats. 401 eren cases i 3 eren apartaments. Dels 352 habitatges principals, 295 estaven ocupats pels seus propietaris, 48 estaven llogats i ocupats pels llogaters i 9 estaven cedits a títol gratuït; 1 tenia una cambra, 9 en tenien dues, 33 en tenien tres, 96 en tenien quatre i 213 en tenien cinc o més. 292 habitatges disposaven pel capbaix d'una plaça de pàrquing. A 125 habitatges hi havia un automòbil i a 211 n'hi havia dos o més.

### Piràmide de població
La piràmide de població per edats i sexe el 2009 era:
| Homes | Edats   | Dones |
| ----- | ------- | ----- |
| 0     | 95 o +  | 0     |
| 0     | 90 a 94 | 4     |
| 20    | 85 a 89 | 8     |
| 0     | 80 a 84 | 4     |
| 12    | 75 a 79 | 24    |
| 16    | 70 a 74 | 16    |
| 28    | 65 a 69 | 24    |
| 24    | 60 a 64 | 24    |
| 20    | 55 a 59 | 20    |
| 36    | 50 a 54 | 36    |
| 40    | 45 a 49 | 32    |
| 24    | 40 a 44 | 36    |
| 32    | 35 a 39 | 40    |
| 16    | 30 a 34 | 40    |
| 32    | 25 a 29 | 8     |
| 12    | 20 a 24 | 8     |
| 52    | 15 a 19 | 28    |
| 32    | 10 a 14 | 28    |
| 16    | 5 a 9   | 8     |
| 12    | 0 a 4   | 24    |

## Economia
El 2007 la població en edat de treballar era de 607 persones, 439 eren actives i 168 eren inactives. De les 439 persones actives 396 estaven ocupades (222 homes i 174 dones) i 43 estaven aturades (22 homes i 21 dones). De les 168 persones inactives 55 estaven jubilades, 50 estaven estudiant i 63 estaven classificades com a «altres inactius».

### Ingressos
El 2009 a Crevant-Laveine hi havia 369 unitats fiscals que integraven 945,5 persones, la mediana anual d'ingressos fiscals per persona era de 17.248 €.

### Activitats econòmiques
Dels 24 establiments que hi havia el 2007, 1 era d'una empresa extractiva, 1 d'una empresa de fabricació d'altres productes industrials, 10 d'empreses de construcció, 4 d'empreses de comerç i reparació d'automòbils, 2 d'empreses de transport, 1 d'una empresa d'hostatgeria i restauració, 1 d'una empresa immobiliària, 2 d'empreses de serveis i 2 d'empreses classificades com a «altres activitats de serveis».
Dels 10 establiments de servei als particulars que hi havia el 2009, 1 era una oficina de correu, 3 paletes, 1 guixaire pintor, 1 fusteria, 3 lampisteries i 1 restaurant.
L'únic establiment comercial que hi havia el 2009 era una floristeria.
L'any 2000 a Crevant-Laveine hi havia 32 explotacions agrícoles que ocupaven un total de 1.368 hectàrees.

## Equipaments sanitaris i escolars
El 2009 hi havia una escola elemental.

## Poblacions més properes
El següent diagrama mostra les poblacions més properes.